# 南海村
南海村（みなみむら、なんかいむら）は、かつて三重県度会郡にあった村。現在の南伊勢町の東部、五ヶ所湾の西岸にあたる。

## 地理
- 海洋：五ヶ所湾
- 山岳：鶴路山、局ヶ頂
- 湖沼：大池

## 歴史
- 1889年（明治22年）4月1日 - 町村制の施行により、迫間浦・相賀浦・礫浦の区域をもって成立。
- 1955年（昭和30年）2月11日 - 五ヶ所町・穂原村・宿田曽村および神原村の一部（泉・神津佐・下津浦・木谷）と合併して南勢町が発足。同日南海村廃止。

### 村名の由来と読み
度会郡の南端に位置し、海に面していることから「南海村」と命名された。その他の名称案に「鼎村」、「八柱村」があった。村名の読みは『南海村誌』によれば「みなみ」であるが、いつしか「なんかい」が優勢になっていった。

## 教育
- 南海村立南海中学校[3]
- 南海村立迫間小学校[4]
- 南海村立礫小学校[5]
- 南海村立相賀小学校[6]

## 郵便局
- 南海郵便局[7]
- 迫間郵便局[8]

## 行政
役場は礫浦153番地に置かれ、敷地面積178m2、建坪約60m2と周辺町村に比べ小型であった。

### 歴代村長
『南勢町誌』による。
| 代 | 村長         |
| -- | ------------ |
| 1  | 田中佐一郎   |
| 2  | 城幸次郎     |
| 3  | 石谷竹松     |
| 4  | 城幸次郎     |
| 5  | 上野幸之助   |
| 6  | 河口楠次郎   |
| 7  | 山口吉兵衛   |
| 8  | 北村重吉     |
| 9  | 中村重郎     |
| 10 | 畑芳男       |
| 11 | 山川金右衛門 |

## 交通

### 道路
- 礫浦 - 迫間浦 - 押淵間道路

### 航路
- 五ヶ所湾巡航船